# Дрік
Дрік (Genista L.) — рід чагарникових або напівчагарникових степових рослин родини бобових.
Рід налічує близько 75 видів, в Україні — 13 видів.
Багато з цих видів вважаються бур'янами.
У народній медицині використовують відвар із гілок дроку при черевній водянці, при хворобах печінки, при всіх видах жовтяниці і як кровоспинний засіб.